# Yukiya Sugita
Yukiya Sugita (en japonés, 杉田 祐希也, Saitama, Japón, 22 de abril de 1993), más conocido como Sugi, es un futbolista japonés. Juega de extremo y su equipo es el Gyeongnam F. C. de la K League 2.

## Trayectoria
Sugi se formó en las categorías inferiores Kashiwa Reysol. En el verano de 2011, participó en un torneo internacional de juveniles en Elche (Alicante) con el equipo japonés. El agente español Javier Subirats, en la grada durante el torneo, quedó maravillado con el descaro y el cambio de ritmo del japonés, y decidió representarle. Estuvo a punto de firmar un contrato con el Elche CF, pero estos desestimaron su fichaje cuando estaba prácticamente cerrado. Sugi regresó a Japón para jugar con el equipo de su universidad; hasta que, en octubre de 2012, Subirats le llamó para hacer una prueba con el Jove Español, equipo de la Tercera División española perteneciente a la localidad alicantina de San Vicente del Raspeig. Gaspar Campillo, entrenador del equipo, no dudó ni un segundo en fichar a Sugi, que lo mandó automáticamente a instalarse a la Villa Universitaria de Alicante. Con el equipo de San Vicente firma un contrato hasta el 30 de junio de 2014. Esa misma temporada, debido a unos problemas burocráticos, Sugi no pudo jugar con el primer equipo del Jove y tuvo que jugar en la Primera Regional Valenciana con el filial.
El verano de 2013, el Jove Español y el Hércules CF, de la Segunda División española, llegaron a un acuerdo para que el club de San Vicente del Raspeig se convirtiera en filial del equipo de la capital alicantina. Este hecho favoreció que Sugi y varios jugadores del Jove Español hicieran la pretemporada con el primer equipo del Hércules. A Quique Hernández, entrenador del Hércules, le encantó la "chispa" y la verticalidad del nipón, pero por temas económicos no fue posible hacerle ficha con el primer equipo. La decisión fue que siguiera en el club de San Vicente para poder foguearse en Tercera División, y poder subir al Hércules en caso de necesidad. Ya empezada la temporada, Sugi seguiría jugando algún partido con el Jove Español pero entrenando habitualmente con el Hércules. Su debut en partido oficialcon el Hércules sería ante el Real Murcia, el 11 de septiembre de 2013, en Copa del Rey y entrando en el minuto 56 en sustitución de Quique de Lucas. Pero no sería hasta dos meses después, el 17 de noviembre, cuando debutaría en la Segunda División española contra el Córdoba CF, entrando en el minuto 74 sustituyendo a Adrián Sardinero. El 24 de noviembre, Sugi anotaba su primer golcon el equipo blanquiazul. Sería en la victoria contra el CE Sabadell, partido en el que coincidió con su compatriota Sotan Tanabe. A partir de este gol y el buen juego, Sugi se ganó la confianza de Quique Hernández, que lo pondría de titular en el siguiente partido de liga ante el Real Murcia, donde cuajó una gran actuación con 2 asistencias en la victoria de los alicantinos (1-2) al club murciano. Este partido iba a ser el punto de inflexión en la carrera futbolística de Sugita, ya que el jugador del FC Barcelona, Gerard Piqué estaba viendo el partido por TV y en el descanso del encuentro utilizó la red social Twitter, para poner el siguiente mensaje: "Viendo el Murcia - Hércules.. Me gusta mucho el japonés Sugi! Tiene mucha calidad!". Después de esto, y ante el interés de varios equipos de Primera División, el Hércules llegó a un acuerdo con su representante, Javier Subirats, para la renovación y, a su vez, pasar a formar parte de la primera plantilla de los alicantinos definitivamente. La firma del contrato tendría lugar el 26 de diciembre de 2013, hasta 2017 y con una cláusula de rescisión de 10 millones de euros.

## Clubes

### Categorías inferiores
| Club              | País  | Año       |
| ----------------- | ----- | --------- |
| Kashiwa Reysol    | Japón | 2009-2011 |
| Sendai University | Japón | 2011-2012 |

### Clubes
| Club                       | País           | Año       |
| -------------------------- | -------------- | --------- |
| F. C. Jove Español         | España         | 2012-2013 |
| Hércules C. F. "B"         | España         | 2013-2014 |
| Hércules C. F.             | España         | 2014-2015 |
| Pattaya United F. C.       | Tailandia      | 2016      |
| PTT Rayong F. C. (cedido)  | Tailandia      | 2016      |
| Dalkurd FF                 | Suecia         | 2017-2018 |
| Tractor Sazi F. C.         | Irán           | 2018-2020 |
| IK Sirius Fotboll          | Suecia         | 2020      |
| Tractor Sazi F. C.         | Irán           | 2020      |
| IK Sirius Fotboll (cedido) | Suecia         | 2020      |
| IK Sirius Fotboll          | Suecia         | 2020-2022 |
| Foolad F. C.               | Irán           | 2023      |
| Arar F. C.                 | Arabia Saudita | 2023      |
| Gyeongnam F. C.            | Corea del Sur  | 2024-     |